# Ludwig Dietrich Eugen von Gayl
Ludwig Diedrich Eugen Freiherr von Gayl (* 4. Oktober 1785 in Stendal; † 9. September 1853 in Oldenburg) war ein oldenburgischer Generalleutnant.

## Leben
Ludwig von Gayl entstammte dem ostpreußischen Adelsgeschlecht von Gayl. Er war ein Sohn des Gutsbesitzers Kasimir Wilhelm von Gayl (1746–1821) und dessen Frau Sophie Anna Charlotte, geborene von Jagow aus dem Hause Pöllnitz (1757–1813).
Als jüngerer Sohn für die Offizierslaufbahn bestimmt, trat er 1798 trat er als Kadett in die Preußische Armee ein und erhielt 1807 sein Patent als Sekondeleutnant im Garde-Regiment zu Fuß. Da das Gut seines Vaters im neugeschaffenen Königreich Westphalen lag, musste Gayl 1810 die Preußische Armee verlassen. Er wurde Kapitän im westphälischen Grenadier-Gardebataillon. Mit diesem nahm er 1812 an Napoleons Feldzug gegen Russland teil und geriet schwer verwundet in Gefangenschaft.
Nach der Auflösung des Königreichs Westphalen trat er im April 1814 als Hauptmann in den Militärdienst des Großherzogtums Oldenburg. 1815 nahm er mit dem Oldenburgischen Infanterie-Regiment am Feldzug gegen Frankreich teil. 1817 zum Kammerherrn ernannt, war er ab 1819 Gouverneur und Reisebegleiter der oldenburgischen Prinzen Peter (1812–1891) und Alexander (1810–1829), der Söhne von Georg von Oldenburg (1784–1812) und der Großfürstin Katharina Pawlowna (1788–1819), in zweiter Ehe Königin von Württemberg. 1818 erfolgte seine Beförderung zum Major und 1830 zum Oberstleutnant.

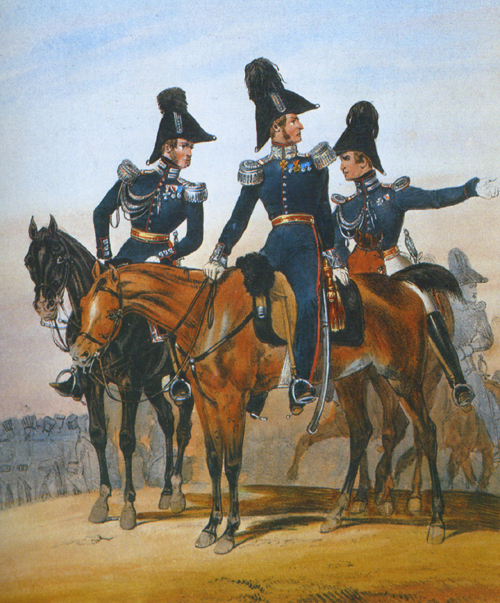
Oldenburgische Stabsoffiziere um 1830

1833 wurde ihm bei gleichzeitiger Beförderung zum Oberst das Kommando über das 2. Oldenburgische Infanterieregiment übertragen. Nachdem Wilhelm Gustav Friedrich Wardenburg 1838 gestorben war, rückte Gayl in dessen Stellung auf und wurde am 1. Mai 1839 zum Generalmajor und Kommandeur des oldenburgischen Truppenkontingents ernannt. Damit verbunden war das Kommando über die Oldenburgisch-Hanseatische Brigade. Nach dem Ausbruch der Revolution und dem Beginn der Schleswig-Holsteinischen Erhebung 1848 übernahm Gayl das Kommando der für den Deutschen Bund in die Herzogtümer gegen Dänemark entsandten Truppen. Dieser Aufgabe zeigte er sich allerdings nicht gewachsen und so wurde er am 13. Juli 1848 mit dem Charakter als Generalleutnant verabschiedet. Wilhelm von Ranzow wurde sein Nachfolger. Am 1. September 1848 beauftragte man Gayl kurzzeitig mit dem Kommando des nichtmobilen Truppenkorps (X. Bundeskorps). Er wurde mit dem Roten Adlerorden I. Klasse ausgezeichnet und nach seiner endgültigen Verabschiedung oldenburgischer Kammerherr.

## Familie
Gayl war zunächst seit 1811 verheiratet mit Elisabeth, geborene von Levetzow. Nach ihrem frühen Tod 1813 heiratete er am 5. Oktober 1819 in Oldenburg Anna Marie Hollmann (1796–1857), Tochter des oldenburgischen Generalsuperintendenten Anton Georg Hollmann (1756–1831). Aus dieser zweiten Ehe gingen der spätere General Peter von Gayl und der Landrat Ernst von Gayl hervor.
Die Tochter Marie Friederike Alexandrine (1827–1908) heiratete den oldenburgischen Oberkammerherrn Friedrich Kurd von Alten (1822–1894), Eugenie (* 14. Mai 1825) heiratete den Oberhausmarschall Goswin von Grün (1815–1896), die jüngste Elisabeth (* 24. April 1835) heiratete den Kammerherren Freiherr Ludwig von Lützow genannt von Dorgelo (1824–1899).

## Auszeichnungen
- Oldenburgischer Haus- und Verdienstorden des Herzogs Peter Friedrich Ludwig:

- Kapitular-Kleinkreuz 17. Januar 1840
- Kapitular-Comthur 10. Februar 1852

- Kreuz für 25 Militär-Dienstjahre in Gold
- Kommandeur I. Klasse des Ordens vom Zähringer Löwen
- Kommandeur I. Klasse des Guelphen-Ordens
- Kommandeur des Dannebrogordens